# X-Ray Imaging and Spectroscopy Mission

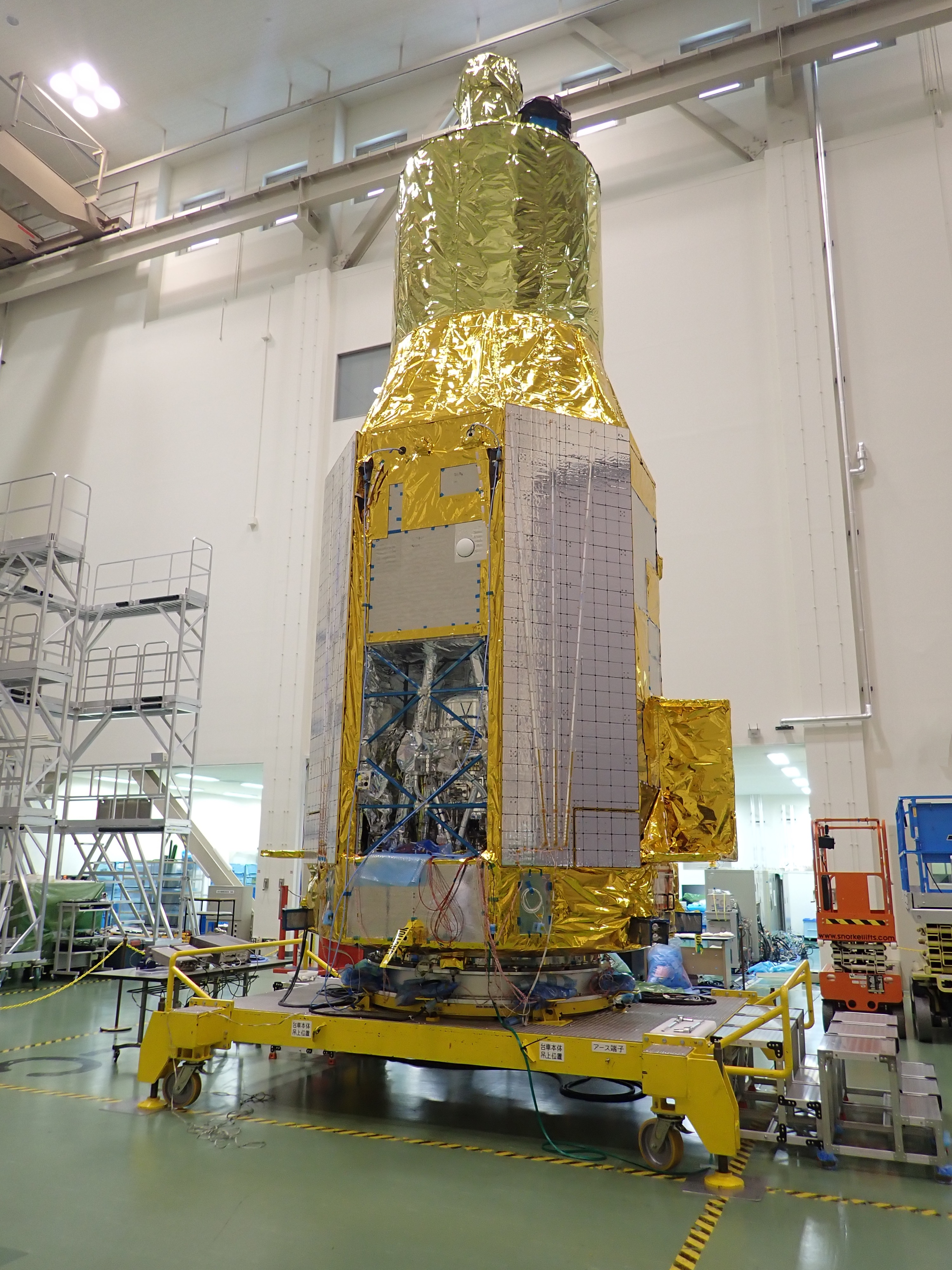
XRISM

XRISM або ж X-Ray Imaging and Spectroscopy Mission (в перекладі: укр. Місія із знимкування та спектроскопії в рентгенівському діапазоні) — рентгенівська космічна обсерваторія, запущена Агентством аерокосмічних досліджень Японії (JAXA) і націлена на проривні дослідження у вивченні утворення великомасштабної структури Всесвіту, витоків із ядер галактик, і темної матерії. Цей телескоп є сполучною ланкою між рентгенівськими космічними обсерваторіями, що завершать свою роботу в найближчому часі (XMM-Newton, Чандра) та майбутніми рентгенівськими телескопами нового покоління(Athena, Lynx)). Участь в розробці беруть також Американське та Європейське космічні агентства. Ціль місії полягає в дослідженні небесних рентгенівських джерел за допомогою спектроскопії високої роздільної здатності та високопродуктивної візуалізації.  Запуск апарата, початково запланований на 26 серпня 2023 року, відбувся аж 6 вересня, внаслідок несприятливих погодніх умов.